# Herbert Wieger
Herbert Wieger (Linz, 7 febbraio 1972) è un ex calciatore austriaco, di ruolo attaccante.